# Nils Eklund
Nils Ernst Gustaf Eklund (født 17. januar 1927) er en svensk skuespiller, der har medvirket i mere end 50 film og tv-serier. Han er i Sverige mest berømt for sine forskellige roller i børnefilm, der blandt andet inkluderer Pelle Haleløs (1981), Pelle Haleløs i Amerikat (1985) og Rejsen til Melonia (1989). Eklund har også medvirket i film som Min elskede - Amorosa (1986), Freud flytter hjemmefra (1991) og Jerusalem (1996).
I 2010 blev han tildelt Litteris et Artibus.

## Udvalgt filmografi
- Op i det blå (1952)
- Wild West Story (1964)
- At elske (1964)
- Er svenskerne sådan (1964)
- Niklasons (tv-serie, 1965)
- Dr. Glas (1968)
- Pippi Langstrømpe (tv-serie, 1969)
- Boghandleren som holdt op med at bade (1969)
- Bröderna Malm (tv-serie, 1972)
- The Day the Clown Cried (ufærdig film, 1972)
- Pistolen (1973)
- Champagnegaloppen (1975)
- Jack (1977)
- Sejled' op ad åen (1981)
- Pelle Haleløs (animationsfilm, 1981)
- Hedebyborna (tv-serie, 1982)
- Græsenkemand (1982)
- Mig og damerne (1983)
- Pelle Haleløs i Amerikat (animationsfilm, 1985)
- Min elskede - Amorosa (1986)
- Rejsen til Melonia (animationsfilm, 1989)
- Storstad (tv-serie, 1991)
- Freud flytter hjemmefra (1991)
- Rederiet (tv-serie, 1992-1994)
- Jerusalem (1996)
- Karlsson på taget (animationsfilm, 2002)
- Nasse (animeret tv-serie, 2004)
- Selmas saga (julekalender, 2016)